# OnePixcel
ONEPIXCEL（ワンピクセル）は、2015年から2021年まで活動していた日本の女性3人組のボーカル&ダンスユニット。所属事務所は東宝芸能。

## メンバー
| 名前       | 読み          | 生年月日と年齢         | 出身地   | 血液型 | 身長 (cm) | 備考                                             |
| ---------- | ------------- | ---------------------- | -------- | ------ | --------- | ------------------------------------------------ |
| 傳彩夏     | でん あやか   | 2000年7月7日（24歳）   | 神奈川県 | A      | 153       | chibikkoAAA(伊藤千晃役)・RONI GIRLS・DANSTREET’s |
| 鹿沼亜美   | かぬま あみ   | 1999年12月12日（25歳） | 埼玉県   | O      | 148       |                                                  |
| 田辺奈菜美 | たなべ ななみ | 1999年11月10日（25歳） | 神奈川県 | A      | 163       | 元ハロプロ研修生（旧・ハロプロエッグ）出身       |

### 旧メンバー
| 名前     | 読み          | 生年月日と年齢        | 出身地 | 血液型 | 身長 (cm) | 備考                                                      |
| -------- | ------------- | --------------------- | ------ | ------ | --------- | --------------------------------------------------------- |
| 狐塚来愛 | こづか らいあ | 2000年2月14日（25歳） | 東京都 | O      | 154       | 2016年8月4日から活動休止。9月23日、体調不良のため脱退。。 |

2015年7月頃には傳・狐塚・鹿沼・田辺以外にも候補生が2名存在した。

### 候補生
2017年1月のワンマンライブにてOnePixcel候補生の初お披露目が行われた。 2017年3月に新グループで活動することが発表され、新たにPiXMiXを結成した。
| 名前       | 読み            | 学年・年齢 (発表当時) |
| ---------- | --------------- | --------------------- |
| 小川恋姫   | おがわ こひめ   | 中学2年生・13歳       |
| 鈴木十和子 | すずき とわこ   | 中学1年生・13歳       |
| 武内愛莉   | たけうち あいり | 小学6年生・12歳       |
| 田中芳怜   | たかな かれん   | 中学1年生・12歳       |
| 牧浦乙葵   | まきうら いつき | 中学1年生・13歳       |

## 略歴
東宝芸能は、2014年に東宝シンデレラオーディション以外では初となる新人オーディション「東宝芸能創立50周年!!新人男女募集オーディション」を行った。傳彩夏と狐塚来愛は2015年2月に同オーディションに応募し書類選考で落選した。しかし、同社内で音楽ユニットを結成するという話が出ていたことから、傳と狐塚は同社スタッフに歌手として見出され、2月27日に新ユニットメンバー候補となったことが明らかになった。その後7月上旬に鹿沼亜美が同社の音楽オーディションを受け合格。さらに7月中旬には元ハロプロ研修生の田辺奈菜美が同社の女優オーディションを受け、音楽ユニットのメンバー候補生として選出された。その後、傳・狐塚・鹿沼・田辺の4名は正式にメンバーとなり、音楽ユニットには「OnePixcel」という名前が付いた。
画像の単位であるピクセルのスペルは“Pixel”であるが、グループ名“OnePixcel”にはあえて“c”を追加している。
2015年9月20日、活動を開始したことが明らかになった。当ユニットは東宝芸能史上初の女性ユニットとなる。10月18日には対バンライブに出演し、当ユニットは初ステージを踏んだ。11月29日にはお台場シネマメディアージュ スクリーン2にて初の単独イベントを行い、翌2016年1月3日には原宿アストロホールにて初のワンマンライブ「The First Pixcel」を行った。
2016年3月19日、Mt.RAINIER HALL SHIBUYA PLEASURE PLEASUREで行われた3度目のワンマンライブ「The Third Pixcel」において、OnePixcel初の全国流通CDであるミニアルバム『ZERO』を6月22日に発売することを発表。それに先駆け4月3日に原宿アストロホールで、予約イベントである「拍手会」を行った。
2016年夏にはAKIBAカルチャーズ劇場で開催される「デビュー直前アイドル5組新人公演〜真夏のシンデレラたち〜2016」に毎週木曜日担当で出演した。10月クールのレギュラー公演を目指し、他の新人グループ4組と来場者の投票＆観客動員数を競い合い、最終順位は3位。
2016年9月23日に狐塚来愛が体調不良のため脱退。10月4日から新メンバー及び新ユニットメンバーの募集を開始した。
2017年1月8日、新宿ReNYでのワンマンライブを開催。候補生5名がお披露目されたほか、新曲初披露およびタイアップの発表が行われた。
3月には 世界最大のアイドルフェス「TOKYO IDOL FESTIVAL」への参加を発表。
8月開催のワンマンライブ「NATSUMATSURI」にて、フルアルバム発売と2周年記念ワンマンライブ開催を発表。
2017年10月22日、マウントレーニアホール渋谷で2nd Anniversary LiVEを開催。
2017年12月16日、TSUTAYA O-WESTでONEPIXCEL LiVE2017 『Free&Easy vol.4』〜第1章→第2章〜を開催。日本コロムビアからのメジャーデビューという第2章のスタートを発表。2018年3月7日にメジャーデビュー第1弾シングル『LAGRIMA』(読み：ラグリマ)の発売とこの楽曲が2018年1月クールのフジテレビ系TVアニメ「ドラゴンボール超」のエンディング主題歌に決定したことを発表。
2018年3月8日、日本コロムビアよりメジャーデビューシングル「LAGRIMA」を発売。なお、「LAGRIMA」はフジテレビ系テレビアニメ『ドラゴンボール超』 の第11期エンディングテーマになる。メジャーデビューを期にグループ名の表記をすべて大文字の「ONEPIXCEL」に変更。
2018年6月3日、代官山LOOPでONEPIXCEL Triple TRY〜2018 梅雨(to you)〜を開催。
2018年12月15日、渋谷WWWで3rd Anniversary Live 2018を開催。
2019年3月、東名阪ツアーONEPIXCEL Respect Tour 2019 〜勉強させていただきます〜（名古屋2日・大阪3日・東京7日）を開催。
2019年6月16日、SPACE ODDでONEPIXCEL Triple TRY vol.2 〜あれ？ワンピクってこんなに可愛かったっけ？〜、ONEPIXCEL Triple TRY vol.2 〜レベルアップ発表会〜を開催。田辺奈菜美の舞台出演を発表。
2019年9月23日、東京duo music exchangeでONEPIXCEL　So So So Hot!!! Tour 2019ファイナルを開催。5周年企画第1弾として、2020年2月にメジャー1stアルバムをリリースを発表。第2弾として、2020年2月9日に神田明神ホールにてワンマンライブを開催することを発表。
2019年12月18日、60TRY部（ラジオ日本）水曜日レギュラーコーナー「Three!Two!ONEPIXCEL!」にて、ファンネームが「ワンフェクト」になったことを発表。
2020年2月9日、ワンマンライブ『「Ride On Time」〜Three Two One Action!!!〜』を開催。6月から東名阪福ツアーを発表。さらに番組主題歌の担当及び傳彩夏の連続ドラマ出演を発表。
2020年2月13日、同年4月5日スタートの「もっと！まじめにふまじめ　かいけつゾロリ」 エンディングテーマをONEPIXCELが担当することを発表。
2020年3月18日、傳彩夏出演ドラマの情報（「M　愛すべき人がいて」西谷真理 役、テレビ朝日・amebaTV）が公開される。
2020年6月1日、ONEPIXCELYouTubeチャンネル『ワンピクch』配信開始。
2020年7月2日、新型コロナウイルス感染拡大防止が必要な状況をふまえ、『ONEPIXCEL Live Tour 2020 “LIBRE” 』公演中止を発表。
2020年9月15日、5thシングル「シャラララ」リリースイベントを発表。
2020年9月20日、5周年記念配信を行い、5周年ライブを冬に行うことを発表。
2020年10月11日、ONEPIXCELのTikTokチャンネルが開設され、シャラララダンスを公開。
2020年12月13日、渋谷ストリームホールで『ONEPIXCEL 5th Anniversary Live 2020』を開催。
2021年1月30日、ドッカンバトル6周年記念放送に出演し、生ライブを行う。
2021年3月29日、公式ホームページで6月25日のライブをもって解散、個別活動になることを発表。
2021年6月25日、『ONEPIXCEL LAST LIVE「サヨナラの前に」』を開催。生配信も行われた本公演をもって、およそ6年に渡るグループの活動を終了し解散した。
2022年12月29日、鹿沼亜美の定期公演「あみまるプラネット」にて、田辺奈菜美、傳彩夏がゲスト出演した。

## 公演

### ライブ
| 2015年   | 2015年                          | 2015年                                 | 2015年                           |
| 公演日   | 公演名                          | 会場                                   | 備考                             |
| -------- | ------------------------------- | -------------------------------------- | -------------------------------- |
| 10月18日 | mg.live vol.3『ナマオトカザリ』 | マウントレーニアホール渋谷             | ユニットお披露目となる初ステージ |
| 11月29日 | OnePixcel無料イベント           | お台場シネマメディアージュ スクリーン2 | 初の単独・無料イベント           |

| 2016年            | 2016年                                            | 2016年                     | 2016年                           |
| 公演日            | 公演名                                            | 会場                       | 備考                             |
| ----------------- | ------------------------------------------------- | -------------------------- | -------------------------------- |
| 1月3日            | The First Pixcel                                  | 原宿アストロホール         | 初のワンマンライブ               |
| 2月11日           | The Second Pixcel                                 | マウントレーニアホール渋谷 | ワンマンライブ                   |
| 3月19日           | The Third Pixcel                                  | マウントレーニアホール渋谷 | ミニアルバム発売を発表           |
| 5月15日           | ZERO ONE                                          | マウントレーニアホール渋谷 | 新曲 TONDEKE / Analogize 初披露  |
| 7月21日 - 8月25日 | 新人公演 真夏のシンデレラたち2016                 | AKIBAカルチャーズ劇場      | 公開ゲネプロ、結果発表会にも出演 |
| 8月20日           | Girl's Revue vol.8                                | AKIBAカルチャーズ劇場      | 初のコンセプトライブイベント出演 |
| 8月28日           | ZERO 2                                            | 渋谷WWW                    |                                  |
| 9月25日           | @JAM×ナタリーEXPO 2016                            | 幕張メッセ国際展示場       | 音楽フェス初出演。               |
| 10月9日           | ONE YEAR ANNIVERSARY LIVE 『ONE』                 | 代官山UNIT                 | ワンマンライブ・バンド構成       |
| 10月17日          | ミュージックパーク 〜Girls＆Music Theater Vol.3〜 | TSUTAYA O-EAST             | [ 53 ]                           |
| 11月26日          | iPop Monthly Fes vol.55                           | サンシャインシティ         | [ 54 ]                           |
| 12月24日          | ONEPIXCEL LiVE『CHRISTMAS EVE』                   | 月見ル君想フ               |                                  |

| 2017年       | 2017年                                                           | 2017年                        | 2017年                                     |
| 公演日       | 公演名                                                           | 会場                          | 備考                                       |
| ------------ | ---------------------------------------------------------------- | ----------------------------- | ------------------------------------------ |
| 1月8日       | ONEPIXCEL LiVE 2017『Free&Easy』                                 | 新宿ReNY                      | ワンマンライブ・バンド構成                 |
| 1月25日      | がーるずジェネレーション!! vol.5                                 | 渋谷Milkyway                  | [ 57 ]                                     |
| 1月28日      | TOYOSU SeaSide Fes Next '17 〜WINTER〜                           | アーバンドック ららぽーと豊洲 | [ 58 ]                                     |
| 2月12日      | @JAM PARTY vol.11                                                | AKIBAカルチャーズ劇場         | [ 59 ]                                     |
| 3月4日       | ミュージックパーク 〜Girls ＆ Music Theater Vol.5〜              | 新宿ReNY                      | [ 60 ]                                     |
| 3月5日       | TOKYO IDOL LIVE Vol.33「フジさんのヨコSP」                       | フジさんのヨコ                | [ 61 ]                                     |
| 3月20日      | iPop Monthly Fes vol.59                                          | サンシャインシティ            | [ 62 ]                                     |
| 3月26日      | ONEPIXCEL LiVE 2017 『FREE&EASY vol.2』                          | 新宿ReNY                      | [ 63 ]                                     |
| 4月16日      | アイドルLive Starring『RESET』                                   | 渋谷WWW                       | [ 64 ]                                     |
| 5月20日      | ONEPIXCEL LiVE『FREE&FREE』                                      | 月見ル君想フ                  |                                            |
| 6月18日      | ONEPIXCEL LIVE 2017『Free&Easy vol.3』                           | 代官山UNIT                    | [ 65 ]                                     |
| 6月24日      | TIF2017 メインステージ争奪LIVE                                   | SELENE b2                     | [ 66 ]                                     |
| 7月11日      | 私たち、正統派。Vol.4                                            | 渋谷duo MUSIC EXCHANGE        | [ 67 ]                                     |
| 7月23日      | JET SET HOKKAIDO                                                 | 札幌BFHホール                 | ミルクス本物とのジョイントライブ           |
| 8月4日-6日   | TOKYO IDOL FESTIVAL2017                                          | お台場・青海周辺エリア        | [ 68 ]                                     |
| 8月7日       | JET SET TOKYO                                                    | 渋谷O-NEST                    |                                            |
| 8月20日      | ONEPIXCEL LIVE 2017『NATSUMATSURI』                              | 渋谷WWW                       |                                            |
| 8月26日-27日 | @JAM EXPO 2017                                                   | 横浜アリーナ                  | [ 69 ]                                     |
| 9月3日       | Vocal & Dance Collection vol.1                                   | CLUB CAMELOT                  | [ 70 ]                                     |
| 9月16日      | IDOL Pop'n Party Vol.25                                          | TOKYO FM HALL                 |                                            |
| 9月26日      | 秋の天使かよ！                                                   | 渋谷duo music exchange        |                                            |
| 10月22日     | 2nd Anniversary LiVE                                             | マウントレーニアホール渋谷    | お披露目した会場でのワンマンライブ         |
| 11月25日     | DMM.yell × DMM VR THEATER Future LIVE 〜複合現実〜 vol.3 第1公演 | DMM VR THEATER YOKOHAMA       | [ 71 ]                                     |
| 12月09日     | デビアン的対バン計画「でびぱっぱ」                               | TSUTAYA O-Crest               | [ 72 ]                                     |
| 12月16日     | ONEPIXCEL LiVE2017 『Free&Easy vol.4』〜第1章→第2章〜            | TSUTAYA O-WEST                | 日本コロムビアからのメジャーデビューを発表 |

| 2018年       | 2018年                                               | 2018年                                       | 2018年                                   |
| 公演日       | 公演名                                               | 会場                                         | 備考                                     |
| ------------ | ---------------------------------------------------- | -------------------------------------------- | ---------------------------------------- |
| 3月7日       | LAGRIMA リリースイベント記念ライブ                   | タワーレコード渋谷店                         | メジャーデビュー曲「LAGRIMA」リリース日  |
| 3月8日       | MARQUEE祭 Vol.10                                     | TSUTAYA O-EAST                               | [ 75 ]                                   |
| 3月18日      | 新星堂presents iPop fes vol.69                       | サンシャインシティ噴水広場                   | [ 76 ]                                   |
| 3月19日      | 春の天使かよ!                                        | Zepp Tokyo                                   | [ 77 ]                                   |
| 4月14日      | 香港の天使かよ！                                     | MOM Livehouse                                | 初の海外公演                             |
| 4月15日      | ONEPIXCEL香港単独公演                                | MOM Livehouse                                | 初の海外単独公演                         |
| 4月21日      | BLITZの天使かよ!                                     | マイナビBLITZ赤坂                            | [ 80 ]                                   |
| 4月29日      | OTODAMA SEA STUDIO 前夜祭2018 Day2                   | 豊洲PIT                                      |                                          |
| 4月30日      | NARA MINARA IDOL FES vol.1                           | 奈良平城プラザ                               | [ 81 ]                                   |
| 5月6日       | VDC Presents Live『Vocal & Dance Collection Vol.2』  | 新木場STUDIO COAST                           |                                          |
| 6月3日       | ONEPIXCEL Triple TRY〜2018 梅雨(to you)〜            | 代官山LOOP                                   |                                          |
| 6月20日      | MARQUEE祭 Vol.15                                     | TSUTAYA O-WEST                               |                                          |
| 6月23日      | iPop Fes Vol.72                                      | サンシャインシティ噴水広場                   |                                          |
| 8月3日-5日   | TOKYO IDOL FESTIVAL 2018                             | お台場・青海周辺エリア                       |                                          |
| 8月8日       | 2ndシングルリリースイベント                          | ニコニコ本社                                 | 2ndシングル「Sparkle」リリース日         |
| 8月13日      | 超☆汐留パラダイス！-2018 SUMMER-                     | 汐留・日本テレビ                             |                                          |
| 8月17日,19日 | 第19回 漫画博覧会                                    | 台北市世貿展覧一館                           | 台湾公演                                 |
| 8月18日      | SAMURAI GIRLS FESTIVAL 2018 in TAIPEI                | 台北市CLAPPER STUDIO                         | 台湾公演                                 |
| 8月25日,26日 | Japan Festival CANADA                                | Mississauga Celebration Square               | カナダ公演                               |
| 9月22日      | 開局６５周年ＯＢＳ感謝祭 フジジンPresents HEAT!!2018 | 大分スポーツ公園総合競技場（大分銀行ドーム） |                                          |
| 10月21日     | Anime Rave Festival Vol.3 AMBITIOUS                  | TK SHIBUYA                                   |                                          |
| 11月11日     | SHIGA IDOL COLLECTION 〜2018 Autumn〜                | 野洲文化ホール大ホール                       |                                          |
| 12月5日      | 3rdシングルリリースイベント                          | 東京スカイツリータウン・ソラマチ             | 3rdシングル「Girls Don't Cry」リリース日 |
| 12月15日     | ONEPIXCEL 3rd Anniversary Live 2018                  | 渋谷WWW X                                    |                                          |

| 2019年     | 2019年                                                                    | 2019年                  | 2019年              |
| 公演日     | 公演名                                                                    | 会場                    | 備考                |
| ---------- | ------------------------------------------------------------------------- | ----------------------- | ------------------- |
| 3月2日     | ONEPIXCEL Respect Tour 2019 〜勉強させていただきます〜                    | 名古屋Heartland         | 共演：Chuning Candy |
| 3月3日     | ONEPIXCEL Respect Tour 2019 〜勉強させていただきます〜                    | 阿倍野ROCKTOWN          | 共演：當山みれい    |
| 3月7日     | ONEPIXCEL Respect Tour 2019 〜勉強させていただきます〜                    | 代官山UNIT              | 共演：東京女子流    |
| 3月31日    | さんみゅ〜xONEPIXCEL 2マンライブ                                          | AKIBAカルチャーズ劇場   | [ 83 ]              |
| 4月6日,7日 | ConComics Guadalajara 2019                                                | Expo Guadalajara        | メキシコ公演        |
| 4月27日    | LIVE SHOW CASE 2019〜アイドルの加速器になりたい〜                         | 山野ホール              |                     |
| 5月4日     | 広島フラワーフェスティバル                                                |                         |                     |
| 5月4日     | アイドルミューズ                                                          | 広島 Yise               |                     |
| 5月5日     | Pop'n Party                                                               | 東京 duo MUSIC EXCHANGE |                     |
| 5月6日     | ギュウ農フェス春のSP2019                                                  | 新木場STUDIO COAST      |                     |
| 6月16日    | ONEPIXCEL Triple TRY vol.2 〜あれ？ワンピクってこんなに可愛かったっけ？〜 | SPACE ODD               |                     |
| 6月16日    | ONEPIXCEL Triple TRY vol.2 〜レベルアップ発表会〜                         | SPACE ODD               |                     |
| 7月22日    | 『DISCOTHEQUE』                                                           | 代官山LOOP              |                     |
| 8月15日    | ONEPIXCEL So So So Hot!!! Tour 2019                                       | 埼玉 西川口Hearts       |                     |
| 8月17日    | ONEPIXCEL So So So Hot!!! Tour 2019                                       | 大阪 VARON              |                     |
| 8月18日    | ONEPIXCEL So So So Hot!!! Tour 2019                                       | 愛知 ell.SIZE           |                     |
| 8月24日    | ONEPIXCEL So So So Hot!!! Tour 2019                                       | 北海道 COLONY           |                     |
| 8月31日    | ONEPIXCEL So So So Hot!!! Tour 2019                                       | 神奈川 BAYSIS           |                     |
| 9月1日     | ONEPIXCEL So So So Hot!!! Tour 2019                                       | 宮城 space Zero         |                     |
| 9月7日     | ONEPIXCEL So So So Hot!!! Tour 2019                                       | 広島 CAVE-BE            |                     |
| 9月8日     | ONEPIXCEL So So So Hot!!! Tour 2019                                       | 福岡 INSA               |                     |
| 9月22日    | ONEPIXCEL So So So Hot!!! Tour 2019                                       | 東京 duo MUSIC EXCHANGE |                     |

| 2020年          | 2020年                                                        | 2020年                                             | 2020年                                                     |
| 公演日          | 公演名                                                        | 会場                                               | 備考                                                       |
| --------------- | ------------------------------------------------------------- | -------------------------------------------------- | ---------------------------------------------------------- |
| 1月20日         | VDC Stream                                                    | 秋葉原・ガジェット通信フロア                       |                                                            |
| 1月28日         | アソビタリナイ 〜ONEPIXCEL×仮谷せいら×Meik〜                  | 代官山LOOP                                         |                                                            |
| 2月8日          | sora tob sakana presents「天体の音楽会Vol.3」                 | TSUTAYA O-EAST、TSUTAYA O-WEST、duo MUSIC EXCHANGE |                                                            |
| 2月9日          | ワンマンライブ『「Ride On Time」〜Three Two One Action!!!〜』 | 神田明神ホール                                     | [ 86 ]                                                     |
| ［中止］6月20日 | ONEPIXCEL Live Tour 2020 “LIBRE”                              | 福岡 INSA                                          |                                                            |
| ［中止］6月27日 | ONEPIXCEL Live Tour 2020 “LIBRE”                              | 愛知 ell.SIZE                                      |                                                            |
| ［中止］6月28日 | ONEPIXCEL Live Tour 2020 “LIBRE”                              | 大阪 ROCKTOWN                                      |                                                            |
| ［中止］7月5日  | ONEPIXCEL Live Tour 2020 “LIBRE”                              | 東京 LIQUIDROOM                                    |                                                            |
| 6月27日         | ライブ配信『ソノウチ』                                        | sonouti                                            | 開歌-かいか- / sora tob sakana / MELLOW MELLOW / ONEPIXCEL |
| 9月29日         | COCO NOIR GIRLZ-#ONLINE1-                                     | NEW DLXE.LTD                                       | CHERRSEE/Meik/ONEPIXCEL/prink/ROSEAREAL                    |
| 12月13日        | 『ONEPIXCEL 5th Anniversary Live 2020』                       | 渋谷ストリームホール                               | OPEN17:00 START18:00                                       |

| 2021年  | 2021年                                    | 2021年     | 2021年               |
| 公演日  | 公演名                                    | 会場       | 備考                 |
| ------- | ----------------------------------------- | ---------- | -------------------- |
| 6月25日 | 『ONEPIXCEL LAST LIVE「サヨナラの前に」』 | 代官山UNIT | OPEN18:00 START18:30 |

### イベント
- 拍手会（2016年4月3日、原宿アストロホール） - ミニアルバム予約イベント[15]　※ミニLive+サイン入りグッズ抽選クイズ企画

- 「ZERO」発売記念インストアイベント(2016年6月26日、SpaceHACHIKAI) - 初インストアイベント　※ミニLive+CDジャケットサイン会

- ZERO EVE（2016年8月） - インストアイベント・初の都内以外でのイベント
6日　イオンモール名古屋茶屋 1F ガーデンコート（愛知県）　※初の2部構成
13日　仙台駅前EBeans 1F HMV店内イベントスペース(宮城県）
21日　イオンレイクタウンKAZE 1F 光の広場（埼玉県）
27日　あべのHoop 1F オープンエアプラザ
- DJ Tomoaki's Radio Show！(2016年9月22日、下北沢SFMホール) - 公開生放送

- 『TONDEKE / Analoganize』発売記念インストアイベント （2016年11月）
23日 TOWER RECORDS横浜ビブレ店（神奈川県）
27日 イオンモール福岡イベントスペース （福岡県）

- ONEPIXCEL『Time』発売記念 ミニライブ＆特典会 （2017年4月）
18日 dues新宿 （東京都）
23日 タワーレコード梅田NU茶屋町店　6Fイベントスペース（大阪府）[88]

- メジャーデビューシングル「LAGRIMA」リリースイベント（2018年）
3月4日から3月25日までの期間内で計9日開催[89]

- 2ndシングル『Sparkle』リリースイベント（2018年）
6月29日から9月1日までの期間内で計18日開催[90]

- 3rdシングル『Girls Don't Cry』リリースイベント（2018年）
10月7日から12月22日までの期間内で計25日開催[91]

- 4thシングル『Final Call』リリースイベント（2019年）
4月28日から7月7日までの期間内で計22日開催[92]

- Major 1st Albumリリースイベント（2019〜2020年）
2019年11月30日から12月22日までと2020年1月25日から2月27日までの期間内で計17日開催。2月28日(金)から3月20日(日)までに予定されていた6箇所(6日)は中止。[93]

- 5thシングル『シャラララ』リリースイベント（2020年）
9月19日(土)から11月15日（土）までの期間内で計25日開催[94]

## 出演

### テレビ
- ライブB♪ （2018年7月31日、TBS）
- 関内デビル (テレビ神奈川) -
  - 2019年1月7日、1デイゲスト[95]
  - 2020年2月24日 - 28日、ウィークリーゲスト
  - 2020年4月9日、5月5日、6月25日 - 12月10日隔週、ONEPIXCELの1ピクセルでもバイトがしたいコーナー
- M 愛すべき人がいて（2020年4月16日 - 7月4日、テレビ朝日・amebaTV）- 傳彩夏出演（西谷真理 役）

### ラジオ
- 60TRY部（2019年2月6日 - 2021年6月23日、アール・エフ・ラジオ日本） - 水曜日レギュラーコーナー「Three! Two! ONEPIXCEL!」[96]

### インターネットテレビ
- きらめけ！デンパッパ （2019年7月13日、Kawaiian TV）
- 「あれほど逃げろと言ったのに…」FILE 6＜たこ焼きパーティー＞（2019年9月16日から配信、AbemaTV）[97]
- 鈴木愛理の火曜The NIGHT #165〜アイドル？アイドルじゃない？ワンピク♡（2019年9月10日、AbemaTV）[98]

### ライブ動画配信サービス
- LINE　LIVE
  - ONEPIXCELチャンネル[99][100]
  - 日本コロムビアチャンネル[101]
  - ONEPIXCEL「FREE＆NOISY」vol.1[24]vol.2[102]vol.3[103]vol.4[104]vol.5[105]vol.6[106]vol.7[107]vol.8[108]vol.9[109]vol.10[110]vol.11[111]vol.12[112]vol.13[113]

- 「生のアイドルが好き」（2018年2月28日、ニコニコ生放送）[114]
- VDC Stream ライブ名：VDC Stream公式番組『二ノ宮市丸 × ONEPIXCEL「ワンピクの本性」』(2020年1月20日、2月3日、4月24日)
- リミスタ　ONEPIXCELインターネットサイン会（2020年7月17日、7月31日）
- ドッカンバトル6周年記念生放送（2021年1月30日）[40]

### 雑誌
- 週刊SPA!編集部、推薦人:南波一海「旬撮夏ガール ONEPIXCEL田辺奈菜美・傳彩夏」『週刊SPA!』6/11･18合併号、扶桑社、2019年、64-65頁、ASIN B07SN3G1DV。

## ディスコグラフィ

### シングル（インディーズ）
|   | タイトル              | 発売日         | レーベル                   | 規格品番  | 備考                         |
| - | --------------------- | -------------- | -------------------------- | --------- | ---------------------------- |
| 1 | TONDEKE / Analoganize | 2016年11月23日 | TOHO ENTERTAINMENT RECORDS | THER-1002 | 11月16日からiTunesで先行配信 |
| 2 | Time                  | 2017年4月29日  | TOHO ENTERTAINMENT RECORDS | THER-1003 |                              |

### シングル（メジャー）
|   | タイトル        | 発売日                                 | レーベル       | 規格品番                | 備考                                                                                                |
| - | --------------- | -------------------------------------- | -------------- | ----------------------- | --------------------------------------------------------------------------------------------------- |
| 1 | LAGRIMA         | 2018年3月7日                           | 日本コロムビア | COCR-17429 COCR-17430   | フジテレビ系テレビアニメ「ドラゴンボール超」11期（第122話 - 第131話〈最終話〉）エンディングテーマ   |
| 2 | Sparkle         | 2018年8月8日                           | 日本コロムビア | COCA-17485              | |
| 3 | Girls Don't Cry | 2018年12月5日                          | 日本コロムビア | COCA-17540              | |
| 4 | Final Call      | 2019年5月22日                          | 日本コロムビア | COCA-17627              | |
| 5 | シャラララ      | 2020年11月11日（2020年4月5日配信開始） | 日本コロムビア | COCA-17783              | TVアニメ「もっと！まじめにふまじめ かいけつゾロリ」エンディングテーマ                               |
| 5 | シャラララ      | 2020年11月11日（2020年4月5日配信開始） | 日本コロムビア | COCA-17782 【アニメ盤】 | NHK Eテレ TVアニメ「もっと！まじめにふまじめ かいけつゾロリ」オープニングテーマ・エンディングテーマ |

### ミニアルバム（インディーズ）
|   | タイトル | 発売日        | レーベル                   | 規格品番  | 備考                                 |
| - | -------- | ------------- | -------------------------- | --------- | ------------------------------------ |
| 1 | ZERO     | 2016年6月22日 | TOHO ENTERTAINMENT RECORDS | THER-1001 | インディーズチャートでは13位を記録。 |

### フルアルバム（インディーズ）
|   | タイトル   | 発売日         | レーベル                   | 規格品番  | 備考 |
| - | ---------- | -------------- | -------------------------- | --------- | ---- |
| 1 | monochrome | 2017年10月18日 | TOHO ENTERTAINMENT RECORDS | THER-1004 |      |

### フルアルバム（メジャー）
|   | タイトル           | 発売日        | レーベル       | 規格品番   | 備考                                            |
| - | ------------------ | ------------- | -------------- | ---------- | ----------------------------------------------- |
| 1 | LIBRE（初回限定盤) | 2020年2月26日 | 日本コロムビア | COCP-41066 | 2020年02月25日付デイリー アルバムランキング19位 |
| 1 | LIBRE（通常盤）    | 2020年2月26日 | 日本コロムビア | COCP-41067 |                                                 |